# ローター・ツァグロセク
ローター・ツァグロセク（Lothar Zagrosek, 1942年11月13日 - ）は、ドイツの指揮者。

## 略歴
1942年、バイエルン州オッティング生まれ。
ウィーン音楽院でハンス・スワロフスキーらに学び、ザルツブルク他でカラヤンのアシスタントなどを務め、ドイツの各地の指揮者を務めて研鑽を磨く。ウィーン国立歌劇場で「ダフニスとクロエ」や「火の鳥」などのバレエを振る傍ら、ウィーン放送交響楽団の首席指揮者を経てライプツィヒ歌劇場の音楽監督、後に1997年から2006年までシュトゥットガルト州立歌劇場の音楽総監督を務め、ドイツの『オーパングラス』誌で「今年の最優秀オペラ」を総監督クラウス・ツェーラインと共に4回獲得した。
20世紀の音楽を得意とし、デッカ・レーベルの「退廃音楽シリーズ」にレコーディングしたり、ドナウエッシンゲン音楽祭にも出演している。ラッヘンマンの「マッチ売りの少女」をハンブルクで初演し、シュトゥットガルト時代の「後宮からの誘拐」やラッヘンマンの20回あまりの再演はすべてのチケットを売り切り、「ニーベルングの指環」は本家バイロイト音楽祭以上の評価を与えられた。2006年から2011年までベルリン・コンツェルトハウス管弦楽団の音楽監督を務め、現代曲とともにオペラの演奏会形式上演も多く行った。